# Decagonocarpus
Decagonocarpus é um género botânico pertencente à família Rutaceae.

## Espécies
- Decagonocarpus cornutus
- Decagonocarpus oppositifolius